# The Book of Souls: Live Chapter
The Book of Souls: Live Chapter es un álbum en vivo de la banda británica Iron Maiden, grabado durante la gira The Book of Souls World Tour. Publicado en formato de audio y vídeo el 17 de noviembre de 2017, el álbum fue producido por Tony Newton con Steve Harris sirviendo como coproductor. Se trata del primer álbum en vivo de la banda desde Beast Over Hammersmith de 2002 que no es producido por Kevin Shirley.

## Lista de canciones
| Disco Uno |                                                             |                                                |          |  |
| N.º       | Título                                                      | Lugar                                          | Duración |  |
| 1.        | «If Eternity Should Fail» (de The Book of Souls, 2015)      | Sídney, Australia, 6 de mayo de 2016           | 7:46     |  |
| 2.        | «Speed of Light» (de The Book of Souls)                     | Ciudad del Cabo, Sudáfrica, 18 de mayo de 2016 | 5:08     |  |
| 3.        | «Wrathchild» (de Killers, 1981)                             | Dublín, Irlanda, 6 de mayo de 2017             | 2:59     |  |
| 4.        | «Children of the Damned» (de The Number of the Beast, 1982) | Montreal, Canadá, 1 de abril de 2016           | 5:14     |  |
| 5.        | «Death or Glory» (de The Book of Souls)                     | Breslavia, Polonia, 3 de julio de 2016         | 5:15     |  |
| 6.        | «The Red and the Black» (de The Book of Souls)              | Tokio, Japón, 21 de abril de 2016              | 13:17    |  |
| 7.        | «The Trooper» (de Piece of Mind, 1983)                      | San Salvador, El Salvador; 6 de marzo de 2016  | 4:05     |  |
| 8.        | «Powerslave» (de Powerslave, 1984)                          | Trieste, Italia, 26 de julio de 2016           | 7:31     |  |
| 51:15     |                                                             |                                                |          |  |

| Disco Dos |                                                        |                                                    |          |  |
| N.º       | Título                                                 | Lugar                                              | Duración |  |
| 1.        | «The Great Unknown» (de The Book of Souls)             | Newcastle, Reino Unido, 14 de mayo de 2017         | 6:50     |  |
| 2.        | «The Book of Souls» (de The Book of Souls)             | Castle Donington, Reino Unido, 12 de junio de 2016 | 10:49    |  |
| 3.        | «Fear of the Dark» (de Fear of the Dark, 1992)         | Fortaleza, Brasil, 24 de marzo de 2016             | 7:34     |  |
| 4.        | «Iron Maiden» (de Iron Maiden, 1980)                   | Buenos Aires, Argentina, 15 de marzo de 2016       | 6:05     |  |
| 5.        | «The Number of the Beast» (de The Number of the Beast) | Wacken, Alemania, 4 de agosto de 2016              | 5:06     |  |
| 6.        | «Blood Brothers» (de Brave New World, 2000)            | Donington, Reino Unido, 12 de junio de 2016        | 7:35     |  |
| 7.        | «Wasted Years» (de Somewhere in Time, 1986)            | Río de Janeiro, Brasil, 17 de marzo de 2016        | 5:38     |  |
| 49:37     |                                                        |                                                    |          |  |

## Integrantes
- Bruce Dickinson – voz
- Steve Harris– bajo, coros
- Adrian Smith – guitarra, coros
- Dave Murray – guitarra
- Janick Gers – guitarra
- Nicko McBrain – batería

## Listas de éxitos
| Lista (2017)                        | Posición |
| ----------------------------------- | -------- |
| Australia (ARIA)                    | 17       |
| Austria (Ö3 Austria)                | 10       |
| Bélgica (Ultratop flamenca)         | 21       |
| Bélgica (Ultratop valona)           | 32       |
| Canadá (Billboard Canadian Albums)  | 44       |
| República Checa (ČNS IFPI)          | 30       |
| Países Bajos (Album Top 100)        | 23       |
| Finlandia (Suomen Virallinen Lista) | 8        |
| Francia (SNEP)                      | 28       |
| Hungría (MAHASZ)                    | 8        |
| Irlanda (IRMA)                      | 46       |
| Noruega (VG-lista)                  | 19       |
| Polonia (ZPAV)                      | 28       |
| Portugal (AFP)                      | 10       |
| España (PROMUSICAE)                 | 7        |
| Suecia (Sverigetopplistan)          | 8        |
| Suiza (Schweizer Hitparade)         | 5        |
| Reino Unido (UK Albums Chart)       | 17       |
| Estados Unidos (Billboard 200)      | 49       |